# Mariah Carey: DVD Collection
Mariah Carey: DVD Collection é uma coletânea da cantora estaduniense Mariah Carey. Nesta coleção há dois DVDs com os já lançados Fantasy: Mariah Carey at Madison Square Garden e #1's.
Foram feitas algumas alterações nos vídeos. No Fantasy: Mariah Carey at Madison Square Garden foi retirada a apresentação de Ol' Dirty Bastard ao final e, no disco #1's foram retiradas as introduções dos vídeos.

## Faixas
| Disco 1 - Fantasy: Mariah Carey at Madison Square Garden |                                              |         |  |
| N.º                                                      | Título                                       | Duração |  |
| 1.                                                       | "Fantasy"                                    |         |  |
| 2.                                                       | "Make It Happen"                             |         |  |
| 3.                                                       | "Open Arms"                                  |         |  |
| 4.                                                       | "Dreamlover"                                 |         |  |
| 5.                                                       | "Without You"                                |         |  |
| 6.                                                       | "One Sweet Day"                              |         |  |
| 7.                                                       | "I'll Be There"                              |         |  |
| 8.                                                       | "Hero"                                       |         |  |
| 9.                                                       | "Always Be My Baby"                          |         |  |
| 10.                                                      | "Forever"                                    |         |  |
| 11.                                                      | "Vision of Love" / "Fantasy (Bad Boy Remix)" |         |  |
| 12.                                                      | "Anytime You Need a Friend" (Videoclipe)     |         |  |
| 13.                                                      | "One Sweet Day" (Videoclipe)                 |         |  |
| Duração total:                                           | Duração total:                               | 59:00   |  |

| Disco 2 - #1's |                                                                      |         |  |
| N.º            | Título                                                               | Duração |  |
| 1.             | "Programme Start"                                                    |         |  |
| 2.             | "Heartbreaker"                                                       |         |  |
| 3.             | "My All"                                                             |         |  |
| 4.             | "Honey"                                                              |         |  |
| 5.             | "Always Be My Baby"                                                  |         |  |
| 6.             | "One Sweet Day"                                                      |         |  |
| 7.             | "Fantasy"" (com ODB)                                                 |         |  |
| 8.             | "Hero"                                                               |         |  |
| 9.             | "Dreamlover"                                                         |         |  |
| 10.            | "I'll Be There" (com Trey Lorenz)                                    |         |  |
| 11.            | "Emotions"                                                           |         |  |
| 12.            | "I Don't Wanna Cry"                                                  |         |  |
| 13.            | "Someday" (do MTV Unplugged)                                         |         |  |
| 14.            | "Love Takes Time" (de Here Is Mariah Carey)                          |         |  |
| 15.            | "Vision of Love" (de Fantasy: Mariah Carey at Madison Square Garden) |         |  |
| 16.            | "Créditos"                                                           |         |  |
| 17.            | "Heartbreaker" (Remix com Da Brat e Missy Elliott) (DVD Bônus)       |         |  |
| Duração total: | Duração total:                                                       | 75:00   |  |

## Desempenho
| Parada                                     | Melhor posição | Certificação | Vendas  |
| ------------------------------------------ | -------------- | ------------ | ------- |
| França - Music DVD Chart                   |                | Ouro         | 10.000  |
| Estados Unidos - Billboard Top Music Video | 1              | Platina      | 100.000 |